# Nong Bua Lamphu (Provinz)

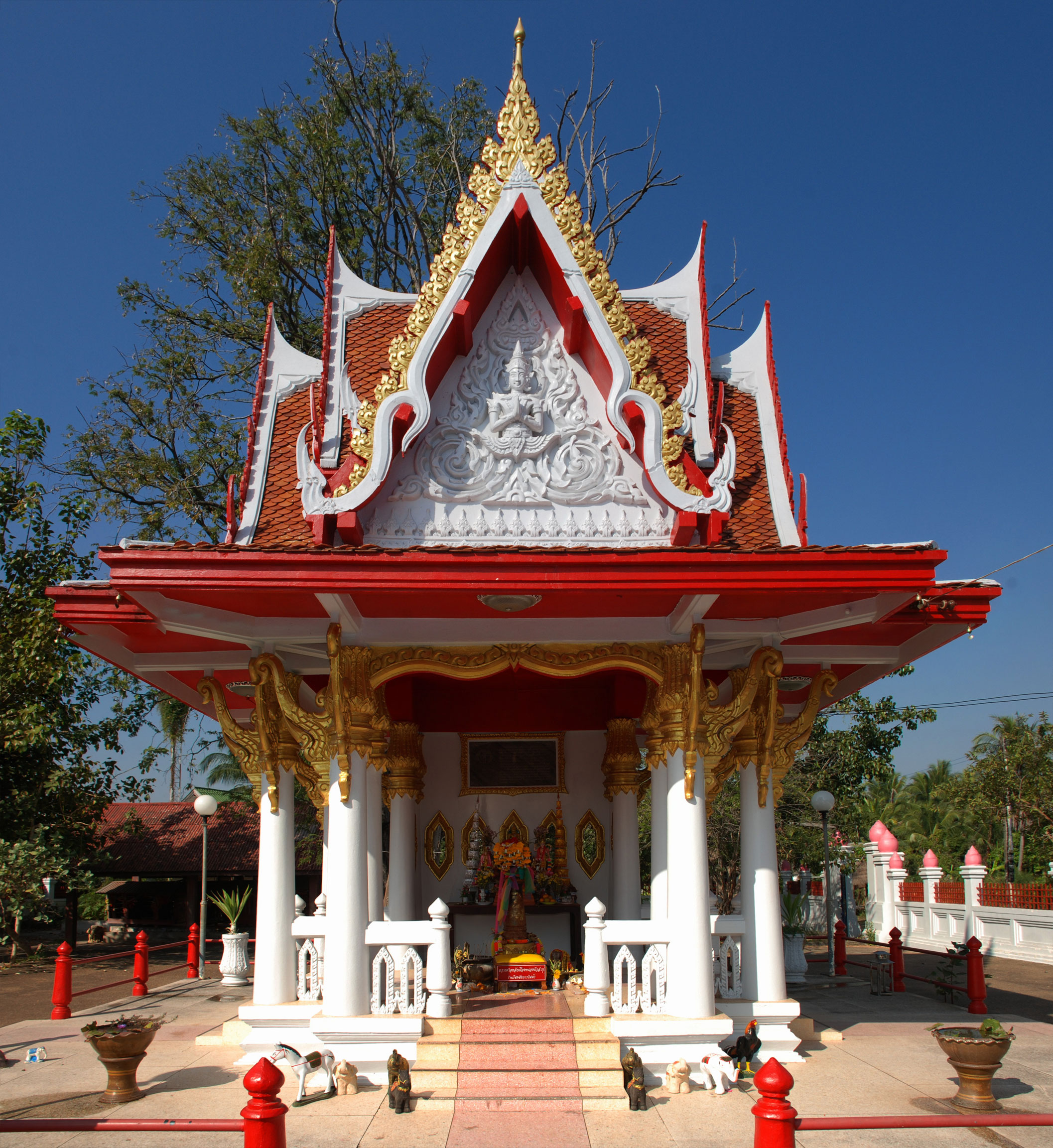
Schrein mit der Stadtsäule (Lak Müang)

Nong Bua Lamphu (Thai: หนองบัวลำภู, [nɔ̌ːŋ būa lām pʰūː]) ist eine Provinz (Changwat) in der Nordost-Region von Thailand, dem Isan. Die Hauptstadt der Provinz Nong Bua Lamphu heißt ebenfalls Nong Bua Lamphu.

## Geographie
Die Provinz liegt etwa 550 Kilometer nordöstlich der Hauptstadt Bangkok inmitten der Khorat-Hochebene.
| Benachbarte Provinzen: | Benachbarte Provinzen: |
| ---------------------- | ---------------------- |
| Norden                 | Udon Thani             |
| Osten                  | Udon Thani             |
| Süden                  | Khon Kaen              |
| Westen                 | Loei                   |

### Klima
Das Klima ist tropisch-monsunal.

## Geschichte
Um etwa 1768 ließen sich hier Brüder Phra Vo und Phra Ta aus der Familie Suvarnkut nieder, die aus Vientiane kamen und ein unabhängiges Gebiet gründen wollten. Während Phra Ta bereits 1768 von den Birmanen getötet wurde, entwickelte Phra Vo eine kleine Herrschaft, die er Nakhon Khuankhan Karb Keo Bua Ban nannte. Hieraus entwickelte sich später Nong Bua Lamphu.
Nong Bua Lamphu war zunächst Teil der Provinz Udon Thani und wurde 1993 im Zuge der Politik der Dezentralisierung eine eigenständige Provinz. Nong Bua Lamphu war daher, zusammen mit Amnat Charoen und Sa Kaeo, bis zur Schaffung der Provinz Bueng Kan 2011 eine der drei jüngsten Provinzen des Landes.

## Wirtschaft und Bedeutung
Im Jahr 2011 betrug das „Gross Provincial Product“ (Bruttoinlandsprodukt) der Provinz 17,929 Milliarden Baht (ca. 440 Mio. Euro). Das entspricht 33.314 Baht pro Kopf (ca. 810 Euro), nur etwa ein Fünftel des landesweiten Durchschnitts. Damit gehört Nong Bua Lamphu zu den wirtschaftlich schwächsten Provinzen Thailands. Bei Thailands sozio-ökonomischer Erhebung 2002 war Nong Bua Lamphu mit einem Armutsanteil von etwa 40 % die ärmste Provinz des Landes. Der Mindestlohn in der Provinz beträgt 165 Baht (ca. 4 Euro) pro Tag. 

### Daten
Die unten stehende Tabelle zeigt den Anteil der Wirtschaftszweige am Gross Provincial Product in %.
| Wirtschaftszweig | 2006 | 2007 | 2008 |
| ---------------- | ---- | ---- | ---- |
| Landwirtschaft   | 27,4 | 28,4 | 27,7 |
| Industrie        | 12,5 | 14,1 | 13,9 |
| Andere           | 60,1 | 57,5 | 58,4 |

Alle Angaben in %

### Landnutzung
Für die Provinz ist die folgende Landnutzung dokumentiert:
- Waldfläche: 371.265 Rai (232,0 km²), 15,4 % der Gesamtfläche
- Landwirtschaftlich genutzte Fläche: 1.346.327 Rai (841,5 km²), 55,5 % der Gesamtfläche
- Nicht klassifizierte Fläche: 694.337 Rai (434,0 km²), 28,8 % der Gesamtfläche

Die Provinz Nong Bua Lamphu hat insgesamt 497 Feuchtgebiete mit einer Fläche von 38,4 km², die mehr oder weniger intensiv für die Landwirtschaft genutzt werden.

## Kultur und Sehenswürdigkeiten

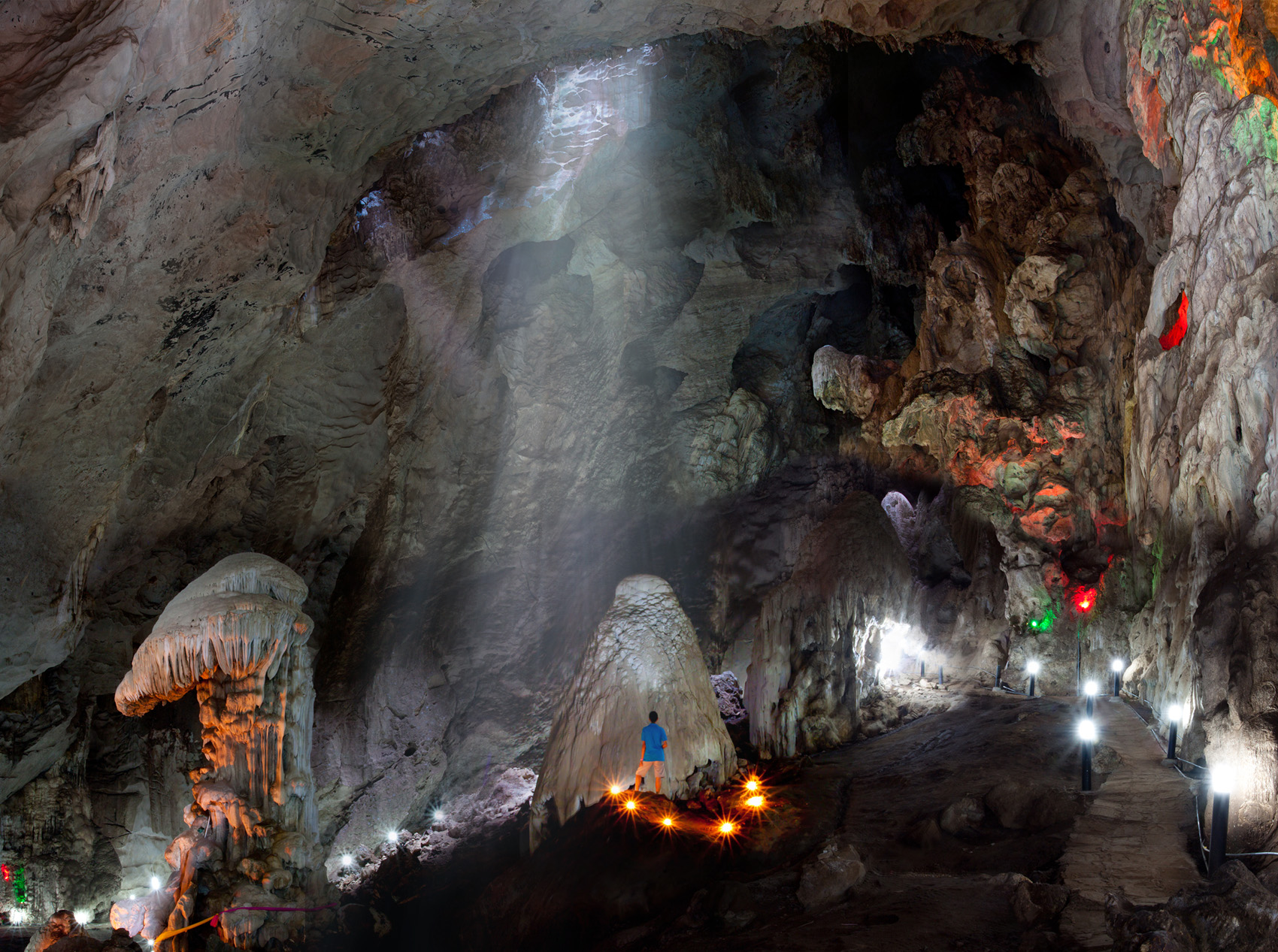
In der Erawan-Höhle

- Wat Tham Klong Phen – eine buddhistische Tempelanlage (Wat) auf dem Gelände eines Khmer-Tempels
- Die Erawan-Höhle (Thai: ถ้ำเอราวัณ – Tham Erawan) im Amphoe Na Wang
- Lokale Feste:
  - Boon Bung Fai Fest – das Raketenfest wird jährlich im Juni veranstaltet
- Nationalparks:
  - Nationalpark Phu Kao - Phu Phan Kham

## Symbole
Das Siegel der Provinz zeigt König Naresuan in seinem Schrein. Der Schrein wurde im Jahre 1574 gebaut, als er Truppen für den Kampf gegen den König von Lan Xang erhob. Hinter dem Schrein ist ein Teich mit dem Tigerlotus (Nymphaea lotus), welcher auch die lokale Blume ist. Der lokale Baum ist das Siamesische Rosenholz (Dalbergia cochinchinensis).
Der Wahlspruch der Provinz Nong Bua Lamphu lautet:
„Die Stadt errichtete die Statue im Andenken an König Naresuan den Großen,
Hier liegen der Phu Kao- und der Phu Phan Kham-Nationalpark,
Das Land von Luang Pu Khao, einem verehrten buddhistischen Lehrer,
Der Erawan-Höhle und der Stadt von Nakhon Khuan Khan Kaap Kaeo Buaban.“

## Verwaltungseinheiten

### Provinzverwaltung
Die Provinz ist eingeteilt in sechs Amphoe (‚Bezirke‘ oder ‚Landkreise‘). Diese sind weiter unterteilt in 59 Tambon (‚Unterbezirke‘ oder ‚Gemeinden‘) und 636 Muban (‚Dörfer‘).
| \| Nr. \| Amphoe-Name \| Thai \| \| --- \| ---------------------- \| ------------------ \| \| 1 \| Mueang Nong Bua Lamphu \| อำเภอเมืองหนองบัวลำภู \| \| 2 \| Na Klang \| อำเภอนากลาง \| \| 3 \| Non Sang \| อำเภอโนนสัง \| \| 4 \| Si Bun Rueang \| อำเภอศรีบุญเรือง \| \| 5 \| Suwannakhuha \| อำเภอสุวรรณคูหา \| \| 6 \| Na Wang \| อำเภอนาวัง \| |                        |                    |
| Nr. | Amphoe-Name            | Thai               |
| 1 | Mueang Nong Bua Lamphu | อำเภอเมืองหนองบัวลำภู |
| 2 | Na Klang               | อำเภอนากลาง        |
| 3 | Non Sang               | อำเภอโนนสัง         |
| 4 | Si Bun Rueang          | อำเภอศรีบุญเรือง      |
| 5 | Suwannakhuha           | อำเภอสุวรรณคูหา      |
| 6 | Na Wang                | อำเภอนาวัง          |

### Lokalverwaltung
Für das ganze Gebiet der Provinz besteht eine Provinz-Verwaltungsorganisation (องค์การบริหารส่วนจังหวัด, kurz อบจ., Ongkan Borihan suan Changwat; englisch Provincial Administrative Organization, PAO).
In der Provinz gibt es eine Kommune mit „Stadt“-Status (Thesaban Mueang): Nong Bua Lamphu, daneben gibt es 12 Kommunen mit „Kleinstadt“-Status (Thesaban Tambon).